# Eufrozyna Mścisławówna
Eufrozyna (zm. przed 1193) – księżniczka kijowska z dynastii Rurykowiczów, królowa Węgier jako żona Gejzy II.
Była córką Mścisława I Haralda, wielkiego księcia kijowskiego i wnuczką Włodzimierza II Monomacha. Przyjmuje się, że końcem lata lub jesienią 1146 poślubiła Gejzę II. Związek Gejzy II z siostrą Izasława II, wielkiego księcia kijowskiego, miał zneutralizować poparcie potomków Włodzimierza II Monomacha dla Borysa Kolomanowica, pretendenta do węgierskiego tronu.
| 4. Włodzimierz II Monomach |  |                      |  |  |                           |
|                            |  | 2. Mścisław I Harald |  |  |                           |
| 5. Gytha z Wesseksu        |  |                      |  |  |                           |
|                            |  |                      |  |  | 1. Eufrozyna Mścisławówna |
| 6. Dymitr Zawidowicz       |  |                      |  |  |                           |
|                            |  | 3. NN                |  |  |                           |
| 7. NN                      |  |                      |  |  |                           |
|                            |  |                      |  |  |                           |

Owdowiała w 1162. W 1172, po śmierci Stefana III, w sprawie sukcesji poparła swojego ulubionego syna Gejzę przeciwko Beli III. W 1177 odnotowano jej udział przy zawieraniu pokoju Węgier z Austrią, która popierała Gejzę. W 1186 Eufrozyna została uwięziona przez swojego syna Belę III w Braniczewie. Rok później deportowano ją do Bizancjum. Stamtąd udała się do Jerozolimy. Dalsze jej losy nie są znane.